# Azeri

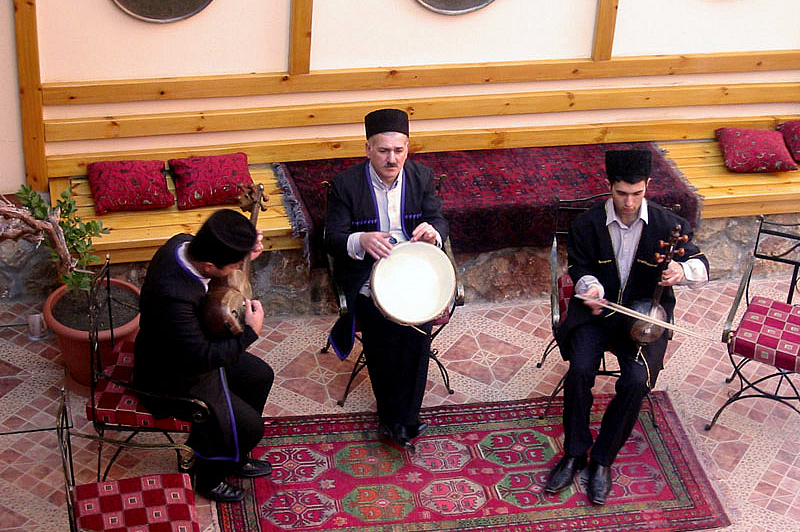
Muzicieni azeri

Harta răspândirii limbii azere

Azerii (în azeră Azərbaycanlılar, آذربایجانلیلار) sunt un grup etnic răspândit în special în Azerbaidjan și nordul Iranului.
- Locuitorii Azerbaidjanului